# Народная сила
«Народная сила» (исп. Fuerza Popular), до 2012 года «Сила 2011» (исп. Fuerza 2011) — консервативная политическая партия Перу. Основана в 2010 году Кейко Фухимори, депутатом парламента и дочерью бывшего президента Перу Альберто Фухимори.

## Участие в выборах

### Парламентские выборы
| Год выборов | Голосов   | %       | Конгресс Республики |
| ----------- | --------- | ------- | ------------------- |
| 2011        | 2 948 781 | 22,97 % | 37 из 130           |
| 2016        | 4 431 077 | 36,34 % | 73 из 130           |
| 2020        | 1 081 174 | 7,31 %  | 15 из 130           |
| 2021        | 1 457 694 | 11,34 % | 24 из 130           |

### Президентские выборы
| Год выборов | Кандидат       | Голоса    | %       | Голоса    | %       | Результат |
| Год выборов | Кандидат       | 1-й тур   | 1-й тур | 2-й тур   | 2-й тур | Результат |
| ----------- | -------------- | --------- | ------- | --------- | ------- | --------- |
| 2011        | Кейко Фухимори | 3 449 595 | 23,55   | 7 490 647 | 48,55   | Поражение |
| 2016        | Кейко Фухимори | 6 115 073 | 39,86   | 8 555 880 | 49,88   | Поражение |